# Impresjonizm w sztukach plastycznych

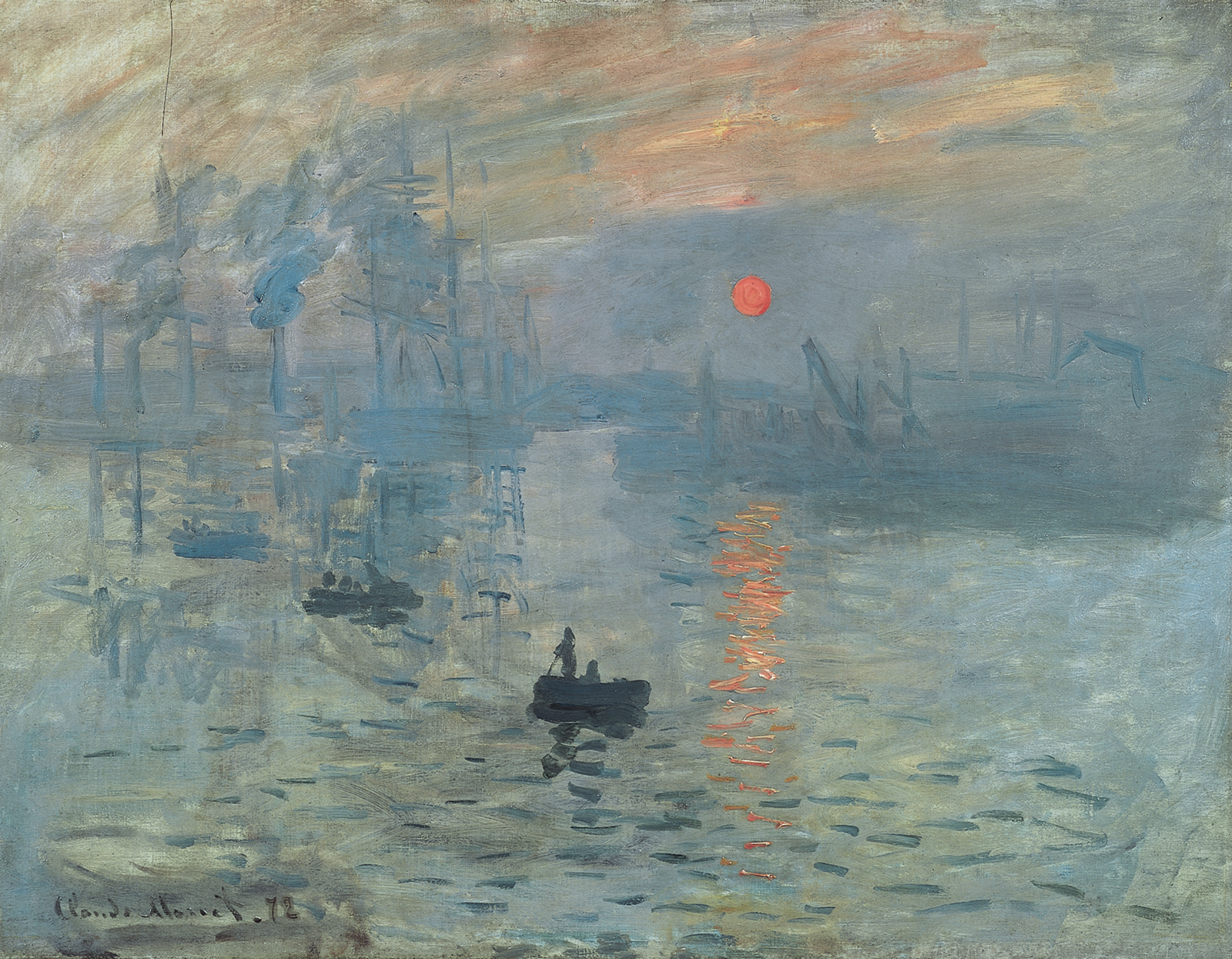
Claude Monet, Impresja, wschód słońca (Impression, Sunrise), 1872, olej na płótnie, Musée Marmottan Monet, Paryż

Impresjonizm (fr. impressionisme, łac. impressio „odbicie, wrażenie”) – kierunek w sztuce europejskiej, a później również amerykańskiej, który został zapoczątkowany przez grupę paryskich artystów studiujących w Atelier Gleyère oraz w Académie Suisse w drugiej połowie XIX wieku.
Osiem paryskich wystaw w latach 1874-1886 zaowocowało narodzinami nowej sztuki, która zerwała z akademizmem obowiązującym w II połowie tego stulecia. Za początek impresjonizmu uznaje się I wystawę grupy artystów zorganizowaną w atelier fotograficznym Nadara w 1874 roku.
Najbardziej charakterystyczną cechą malarstwa i rzeźby impresjonistycznej było dążenie do oddania zmysłowych, ulotnych momentów – „złapania uciekających chwil”. Nazwa kierunku została ironicznie nadana przez krytyka sztuki oraz dziennikarza Louisa Leroy i pochodzi od tytułu obrazu Claude’a Moneta Impresja, wschód słońca.

## Tło historyczne
Uczelnia artystyczna założona za panowania Ludwika XIV, Królewska Akademia Malarstwa i Rzeźby (Académie Royale de Peinture et de Sculpture), od samego początku kładła nacisk na szkolenie umiejętności rysunku według ściśle określonych zasad. Były one klarowne: uczono się uprawiania sztuki według akademickiej doktryny wyidealizowanego piękna, a nieskazitelnymi przykładami były gipsowe odlewy rzeźb starożytnych, które kopiowali uczniowie. Kolor był traktowany od czasów Arystotelesa jako swoisty rodzaj światła i o wiele mniej nadawał się do pracy nad kształtowaniem przyszłego artysty według ścisłych zasad. W latach 70. XIX w. skostnienie sztuki i tzw. „brązowe sosy” (złamane, brunatne barwy) zamiast żywego koloru doprowadziły do buntu dużej grupy artystów.
Jednym z czynników wpływających na rewolucyjną zmianę w stosunku przyszłych impresjonistów do malarstwa był rozwój techniczny i naukowy. W XIX wieku pojawiły się nowe pędzle: twardsze, płaskie, wzmocnione stalową oprawą (wcześniej stosowano tylko okrągłe pędzle z miękkiego włosia), pozwalało to stosować mocniejsze pociągnięcia. W sprzedaży pojawiły się też pierwsze, znacznie tańsze od naturalnych, farby syntetyczne – zaczęto stosować więcej koloru niebieskiego, który do tej pory był bardzo drogi (wytwarzany z lapis lazuli). Zaczęto używać sztalug plenerowych oraz przenośnych pudełek na farby i pędzle – ułatwiło to wyjście w plener.
Postępy w optyce przyniosły większą wiedzę na temat fizycznej natury światła. Już w XVIII w. Isaac Newton dowiódł za pomocą pryzmatu, że światło jest w istocie mieszaniną wszystkich barw tęczy, co było przełomem w fizycznej teorii barwy, do której później znaczny wkład wniósł m.in. Georges-Louis Leclerc, Comte de Buffon. We Francji, dzięki pracom chemika z królewskiej manufaktury gobelinów, Michela Chevreula (1786–1889), zostało sformułowane prawo równoczesnego kontrastu (w roku 1839): oko widząc jakąś barwę zawsze wytwarza barwę dopełniającą, a konsekwencją tego prawa jest stwierdzenie, że położone obok siebie na obrazie dwie dowolne barwy dopełniające oko widzi jako wzajemnie maksymalnie zróżnicowane. Inna konsekwencja jest wskazówką praktyczną: jeśli na obrazie znajdują się obok siebie dwie barwy dopełniające, to będą one się wyróżniać spośród wszelkich innych zestawień dwu barw. Impresjoniści korzystali jedynie z siedmiu podstawowych barw tęczy (czerwony, pomarańczowy, żółty, zielony, niebieski, indygo i fioletowy) i jako pierwsi mieszali je dopiero na płótnie, a nie jak ich poprzednicy na palecie.
Wielki wpływ na impresjonistyczne dzieła miało wynalezienie i upowszechnienie się fotografii. Z jednej strony spowodowało to odejście od panującej od renesansu do akademizmu zasady możliwie jak najbardziej wiernego odwzorowywania detali, gdyż w tym zakresie malarstwo nie mogło wygrać z fotografią, a z drugiej zauważono, że często przypadkowa, pozornie niechlujna struktura kadrów oraz prześwietlenia i aberracje chromatyczne występujące w fotografii amatorskiej oddają lepiej nastrój chwili niż wystudiowane reguły kompozycji i kolorystyki tradycyjnych obrazów. Wzorując się na zdjęciach zaczęli oni w podobny sposób komponować swoje obrazy: ich kompozycje były otwarte, często stwarzały wrażenie przypadkowych wycinków całości. Postacie czy drzewa ucięte w połowie  wywołały prawdziwą rewolucję na salonach. Ten nowatorski zabieg można też przypisać inspiracji artystów sztuką Japonii, która jako pierwsza zdecydowała się na tak „odważny” zabieg. Impresjonizm położył trwałe fundamenty pod znakomitą większość sztuki, która po nim nastąpiła. Odcisnął też swe piętno na muzyce (Claude Debussy), literaturze (Marcel Proust) i filozofii (Henri Bergson).

## Charakterystyka impresjonizmu
Impresjonizm nie zgłębia żadnych metafizycznych problemów, nie próbuje nawet przeniknąć poza kolorową powierzchnię codzienności, przeciwnie, skupia się na powierzchowności, ulotności chwili, nastroju, oświetlenia, czy kącie widzenia. Reprezentuje punkt kulminacyjny, i zarazem ostatni przejaw wizji malarstwa, zbudowanej na zrębach renesansu, a konkretnie renesansowej perspektywy i wykształconych za jej pomocą nawyków percepcyjnych.
Zarazem jednak podważa dogmaty tej wizji, udowadnia subiektywność i relatywność ludzkiej percepcji, czyni kolor i formę autonomicznymi składnikami obrazu, od tej pory nie ma już znaczenia, co widnieje na obrazie, ale jak on jest namalowany.
Zmieniła się także tematyka obrazów. Odrzucono tematy biblijne, literackie, mitologiczne, historyczne, a pojawiły się wizje codzienności i współczesności. Artyści często malowali ludzi w ruchu, w trakcie zabawy lub wypoczynku, przedstawiali wygląd danego miejsca przy danym oświetleniu. Motywem ich dzieł była także natura. Jako jedni z pierwszych malowali w plenerze, nie poprawiając swoich dzieł w pracowniach. Jednak ich malarstwo przedstawiało tylko pozytywne strony życia, nie poruszało problemów społecznych, nie zawierało żadnego przesłania. Omijało takie problemy jak głód, choroby, śmierć. Doprowadziło to do rozłamu wśród impresjonistów.
Generalnie, metodą twórczą impresjonistów był dywizjonizm – nakładanie tuż obok siebie plam czystego koloru tak, iż z pewnej odległości zlewały się tworząc barwy uzupełniające. Cienie malowali za pomocą zmieszanych kolorów podstawowych, bez użycia czerni. Dywizjonizm jednak nie stał się obowiązującą regułą, gdyż impresjoniści nigdy nie tworzyli formalnej grupy, która by jasno określiła założenia i metody twórcze. W efekcie zasada ta była stosowana mniej lub bardziej dokładnie. Inną postawę przyjęli kontynuatorzy impresjonistów – neoimpresjoniści, którzy postanowili przestrzegać surowo zasady puentylizmu.

## Główni przedstawiciele impresjonizmu
- Francja: Pierre Bonnard, Eugène Boudin, Gustave Caillebotte, Edgar Degas, Georges Lacombe, Claude Monet, Berthe Morisot, Camille Pissarro, Auguste Renoir, Alfred Sisley
- Niemcy: Lovis Corinth, Max Liebermann, Max Slevogt
- Polska: Józef Pankiewicz, Władysław Podkowiński
- Rosja: Konstantin Korowin, Walentin Sierow
- Stany Zjednoczone: Mary Cassatt, Childe Hassam

### Główne dzieła
- Impresja, wschód słońca (Claude Monet; od tego obrazu pochodzi nazwa „impresjonizm”)
- Nenufary (Claude Monet)
- seria Katedra w Rouen (Claude Monet)
- Bal w Moulin de la Galette (Auguste Renoir)
- seria z baletnicami (Edgar Degas)

### Pokłosie
Impresjonizm pozostawił trwały ślad w późniejszej sztuce. Zainteresowanie światłem i technikami odzwierciedlania go za pomocą malarskich środków inspirowało wielu wybitnych następców takich jak:
- Vincent van Gogh
- Paul Gauguin
- Paul Cézanne

Współcześnie ich prace należą zarazem do najbardziej znanych i najwyżej cenionych dzieł malarstwa światowego.
Kolejne ruchy artystyczne programowo odrzucały impresjonizm. Analityczna abstrakcja kubizmu faworyzowała odejście od przedstawiania widzialnej rzeczywistości. Włoscy futuryści głosili całkowite zerwanie z przeszłością i nawoływali do kultu postępu, urbanizacji, techniki.